# Jüdischer Friedhof Neuenbürg

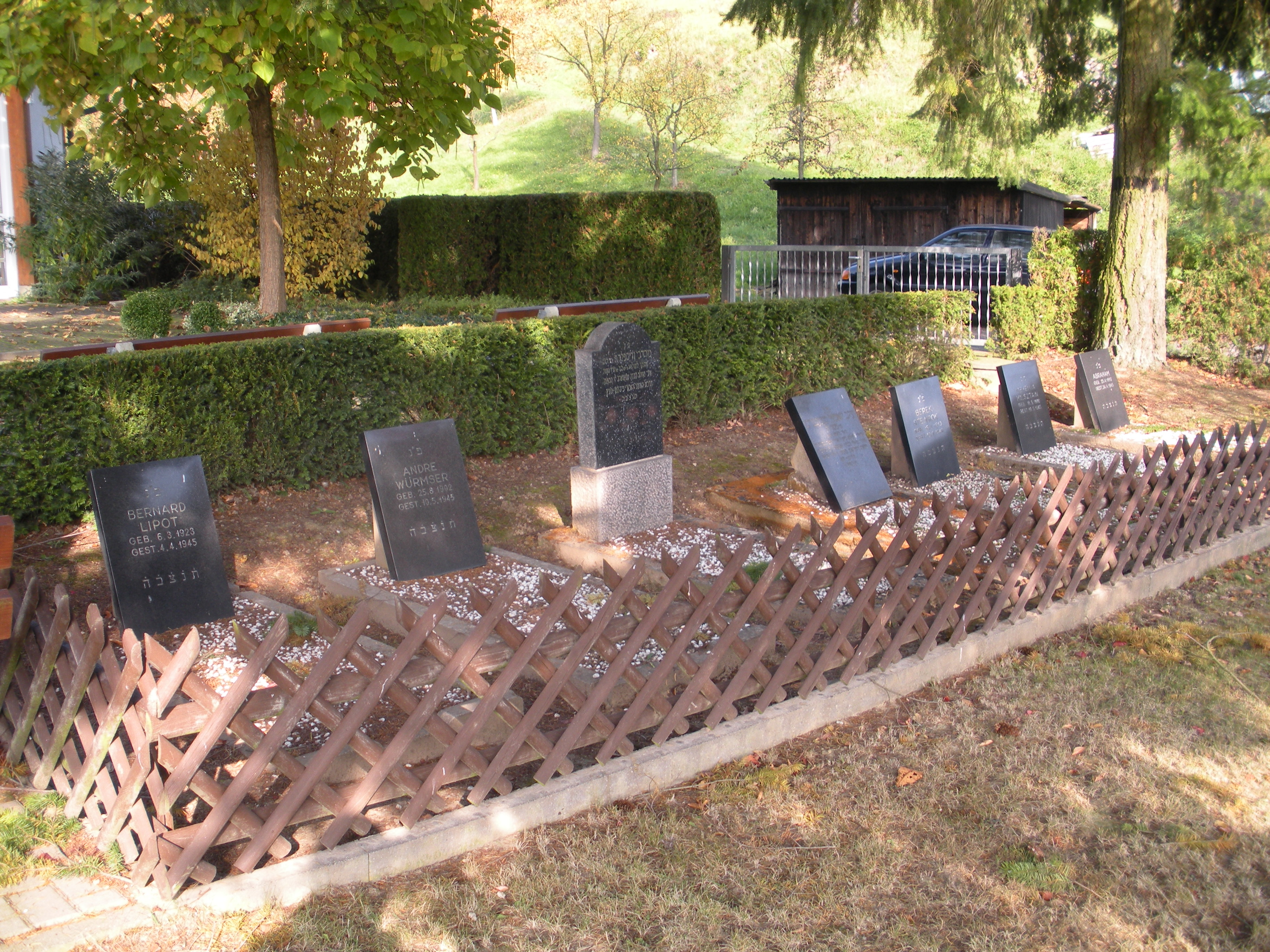
Jüdischer Friedhof Neuenbürg

Der Jüdische Friedhof Neuenbürg ist ein jüdischer Friedhof in Neuenbürg, einem Stadtteil von Kraichtal im nördlichen Baden-Württemberg. Der Friedhof befindet sich neben dem christlichen Friedhof.
Am 8. April 1945 war das KZ Vaihingen durch französische Truppen befreit worden. Ca. 600 typhuskranke KZ-Häftlinge wurden wenig später in Neuenbürg zur Genesung untergebracht. Unter diesen waren zahlreiche polnische Juden. Sieben von ihnen verstarben in Neuenbürg und wurden neben dem kommunalen Friedhof beigesetzt. Der durch diese sieben Gräber entstandene jüdische Friedhof hat eine Fläche von 0,30 Ar und liegt nunmehr innerhalb des allgemeinen Friedhofs.